# Sainte-Marguerite-de-Carrouges
Sainte-Marguerite-de-Carrouges ist eine französische Gemeinde im Département Orne in der Normandie. Sie gehört zum Arrondissement Alençon und zum Kanton Magny-le-Désert.

## Lage
Die Gemeinde Sainte-Marguerite-de-Carrouges liegt im Regionalen Naturpark Normandie-Maine, 29 Kilometer nordwestlich von Alençon. Nachbargemeinden von Sainte-Marguerite-de-Carrouges sind Sainte-Marie-la-Robert im Norden, Le Ménil-Scelleur im Nordosten, Saint-Sauveur-de-Carrouges im Südosten, Carrouges im Süden, Joué-du-Bois im Südwesten, Saint-Martin-l’Aiguillon im Westen sowie Le Champ-de-la-Pierre im Nordwesten.

## Bevölkerungsentwicklung
| Jahr                       | 1962 | 1968 | 1975 | 1982 | 1990 | 1999 | 2006 | 2012 | 2021 |
| -------------------------- | ---- | ---- | ---- | ---- | ---- | ---- | ---- | ---- | ---- |
| Einwohner                  | 296  | 263  | 212  | 199  | 202  | 213  | 0    | 0    | 0    |
| Quellen: Cassini und INSEE |      |      |      |      |      |      |      |      |      |

## Sehenswürdigkeiten
- Kirche Sainte-Marguerite, Monument historique seit 1978

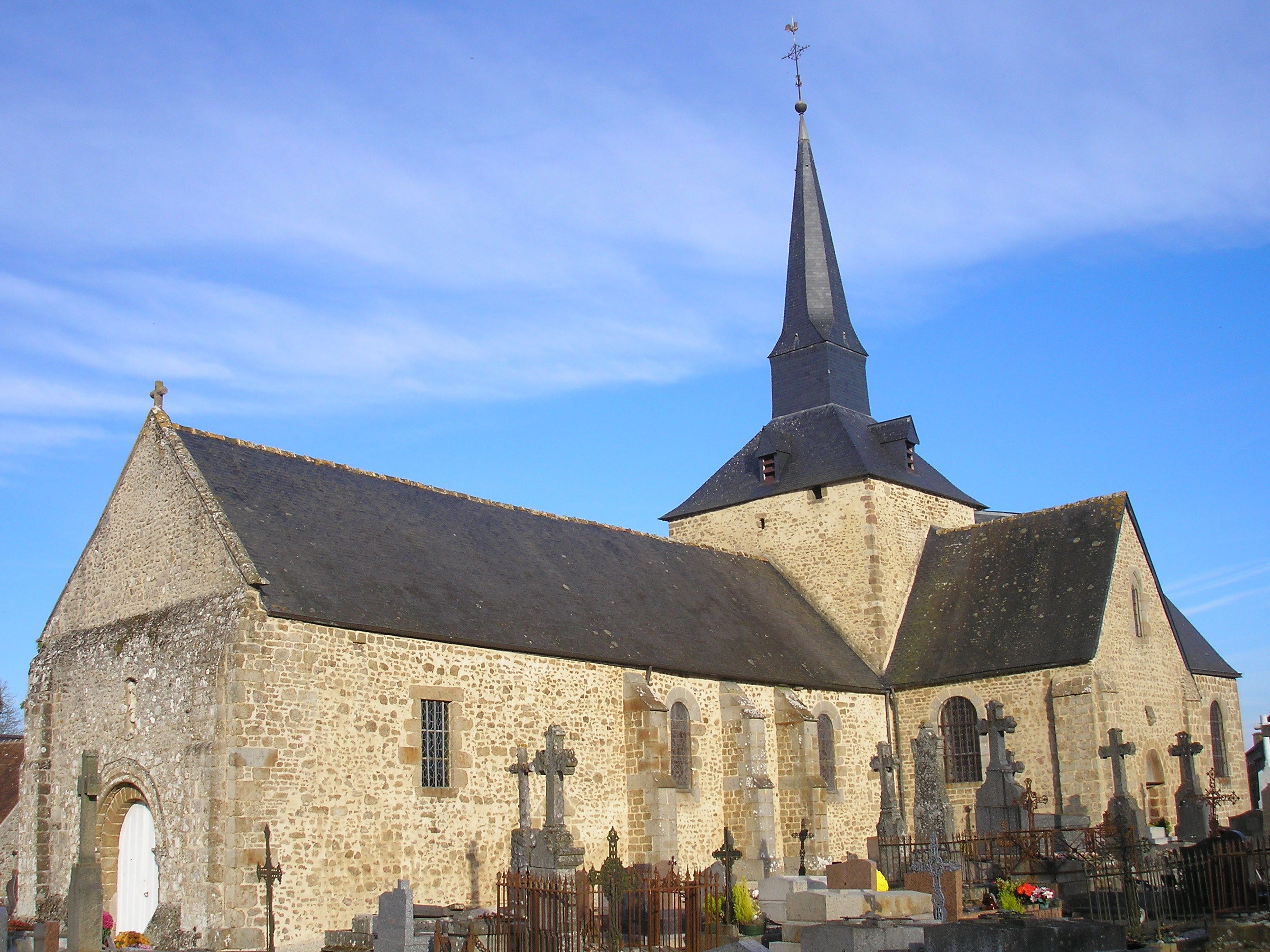
Kirche Sainte-Marguerite